# Okrug Šiauliai
Okrug Šiauliai (litavski: Šiaulių apskritis) je jedan od deset okruga u Litvi. Središte okruga je grad Šiauliai. Dana 1. srpnja 2010. okružna uprava je ukinuta, a od tog datuma, Okrug Šiauliai ostaje teritorijalna i statistička jedinica.

## Zemljopis
Okrug Šiauliai nalazi se na sjeveru zemlje, na sjeveru graniči s Latvijom. Susjedni okruzi su Panevėžis na istoku, Kaunas na jugu, te okruzi Tauragė i Telšiai na zapadu.

## Općine
Okrug Šiauliai je podjeljen na sedam općina, od kojih je jedna gradska.
- Općina Akmenė
- Općina Joniškis
- Općina Kelmė
- Općina Pakruojis
- Općina Radviliškis
- Grad Šiauliai
- Općina Šiauliai

## Vanjske poveznice
- Službene stranice okruga